# Velvet Sky
Jamie Lynn Szantyr (2 de junio de 1981 -) es una modelo y luchadora profesional y comentarista estadounidense. Actualmente esta firmando con National Wrestling Alliance (NWA) como comentarista. Es muy conocida por su paso en la Total Nonstop Action Wrestling (TNA) y Ring of Honor (ROH) bajo el nombre de Velvet Sky y en otras promociones bajo el nombre de Talia Madison. Entre sus logros se destacan dos reinados como Campeona Femenina de la TNA y uno como Campeona Femenina en Pareja de la TNA junto a Lacey Von Erich.

## Carrera

### Inicios y circuito independiente

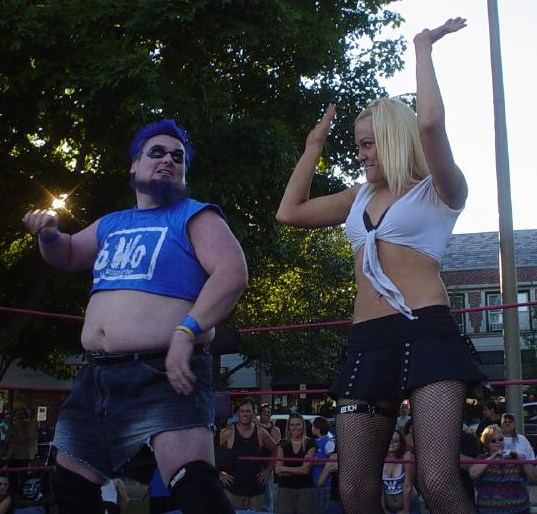
Talia Madison (Derecha) y The Blue Meanie en septiembre de 2005.

Antes de su debut, Szantyr fue entrenada por Jason Knight y Landry Kevin en House of Pain Después de completar su formación, comenzó a trabajar en las empresas independientes, y formó un tag de los más conocidos en aquellos años, T&A con April Haunter. Ella ganó su primer campeonato en la empresa World Xtreme Wrestling, consiguiendo el Women's Championship, consiguiendo ganar una Battle Royal.
Como Talia Madison, obtuvo el Defiant Pro Wrestling Womens Championship el día 8 de abril de 2006, tras derrotar a Jane Horton y Nikki Roxx en un combate a tres bandas. Ese mismo año, debutó en MXW Pro Wrestling y derrotó de nuevo a Jane Horton. Además, también luchó en Womens Extreme Wrestling, tanto como Talia Doll como Talia Madison. En Womens Extreme Wrestlingconsiguió el World Heavyweight Championship una vez, y el Tag Team Championship dos veces, una junto a April Hunter, y otra junto a Tiffany Madison.

### World Wrestling Entertainment (2005)
El 24 de febrero de 2005, en WWE Smackdown, Szantyr hizo algunas apariciones esporádicas. Apareció junto a John Layfield en la celebración que este realizó. Después, fue derrotada por Victoria el 11 de junio. Además, Velvet apareció en el Diva Search 2007, pero fue tempranamente eliminada. debido a que WWE le exigió mejorar su físico se marchó hacia TNA. 

### Total Nonstop Action Wrestling (2007-2015-2016)

#### 2007-2008
Cuando Total Nonstop Action Wrestling (TNA) anunció la creación de su división femenina en 2007, Szantyr, usando su nombre de Talia Madison, fue anunciada como una de las participantes de la lucha que coronó a la primera Campeona Femenina de la TNA en Bound for Glory. En las semanas posteriores al evento, su nombre fue cambiado a Velvet Sky.
Angelina Love formó una alianza con Velvet Sky, haciéndose llamar "Velvet-Love Entertainment", nombre que luego cambiaron a "The Beautiful People". Ambas derrotaron a O.D.B. y Roxxi Laveaux en Turning Point. Love y Sky se volvieron heel el 13 de marzo en iMPACT! cuando "maquillaron" a Roxxi Laveaux, solo para atacarla posteriormente. Sky además participó en Lockdown en la lucha llamada "Queen of the Cage", pero no logró clasificarse a la final.
Sky participó en una lucha en Sacrifice, en donde la perdedora debió afeitarse la cabeza. Las últimas dos participantes fueron Roxxi y Gail Kim, pero si Kim perdía, Angelina Love debía afeitarse la cabeza, porque Kim estaba inmune. Finalmente el combate lo ganó Kim, forzando a Roxxi a perder su cabello. En Hard Justice, fue derrotada (junto con Angelina Love y Awesome Kong) por el equipo de Taylor Wilde, Gail Kim & O.D.B..
Love, Sky y Kip James fueron derrotados por ODB, Rhaka Khan y Rhino en Bound for Glory IV. Continuó el feudo con ODB y en Final Resolution hizo pareja con Angelina Love y Sharmell frente a Taylor Wilde y Roxxi
perdiendo el combate

#### The Beautiful People (2007-2010)

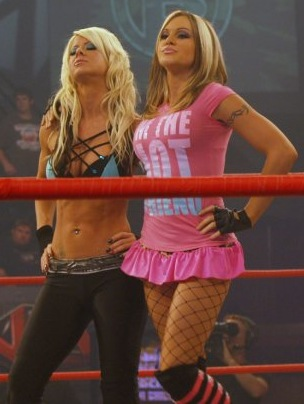
Angelina Love y Velvet Sky como Beautiful People.

En diciembre, en el PPV de Turning Point, Sky & Angelina llamaron a su tag "Velvet Love Entertainment", para luego pasar a llamarse "The Beautiful People" Después de derrotar a ODB y Roxxi Laveaux, Angelina y Velvet ayudaron a Gail Kim en su combate contra Awesome Kong. Ellas volvieron a ayudar a Gail Kim dos veces más, una en su combate contra Awesome Kong el 6 de diciembre y otra en el PPV Final Resolution, tras el combate.
El 13 de marzo, Sky y Love atacaron a Roxxi Laveaux y más tarde, esa misma noche, a Gail Kim, convirtiéndose por primera vez en Heels. En Lockdown, Sky y Love participaron por primera vez en el "Queen of the Cage", el cual ganó Laveaux, cuando esta cubrió a Angelina. Angelina y Velvet participaron en la Battle Royal Make Over-Ladder Match en Sacrifice, que fue ganada por Gail Kim. Una estipulación antes del combate decía que quien perdiese en el ladder match, tendría que raparse el pelo, salvo que fuese Gail Kim, ya que tendría que ser Angelina Love a la que rapasen. Sky y Love añadieron un nuevo truco a sus trampas, colocar bolsas de papel sobre las cabezas de las perdedoras. Poco después, Moose se unió a Beautiful People, pero fue eliminada del estable tras sufrir una lesión en el circuito independiente. El 17 de julio, Sky ganó un Knockouts Battle Royal para ser la contendiente al Knockouts Title, pero perdió el combate a manos de Taylor Wilde, quien entonces era la campeona.
The Beautfiul People se asoció con Cute Kip, quien era llamado "Fashionista". En Boun for Glory IV, Beautiful People, con Cute Kip, fueron derrotados por ODB, Rhaka Khan y Rhino. En marzo de 2009, el tag team ganó un nuevo miembro, Madison Rayne, mientras que Kip fue "despedido" y este pasó a ser agente de la empresa. Sky estaba fuera de la jaula donde, enfrentándose a Awesome Kong y Taylor Wilde, Angelina Love conseguía por primera vez el TNA Knockout Championship, en una Steel Cage Match. Sky también acompañó a Velvet en Slammiversary, donde ayudó a derrotar a Tara cuando Velvet le echo laca del pelo a Tara en los ojos. En Hard Justice, Velvet, junto a Angelina Love, compitieron en una pelea contra ODB y Cody Deaner, y así, Cody Deaner cubriría a Velvet causando la pérdida del campeonato a Angelina y convirtiendo en nueva campeona a ODB.

Después de esto, Madison Rayne fue expulsada de Beautiful People, jurándoles venganza. Se anunció la inducción del TNA Knockout Tag Team Championships, y Velvet y Angelina se enfrentarían a Madison Rayne y una luchadora misteriosa, quien se revelaría ser Roxxi, haciendo su retorno a la empresa. Aun así, Velvet y Angelina ganarían el combate.

Tras esto, Angelina Love fue "despedida" de TNA ya que tenía problemas de visado. En el último episodio antes de que Angelian fuera despedida, se clasificaron para la final del torneo al derrotar a Christy y Tara, tras la interferencia de Madison Rayne. Después, Madison Rayne se disculparía con Beautiful People. y regresaría al stable. En No Surrender, Sky y Rayne, quien sustituía a Angelina, fueron derrotados por Sarita y Taylor Wilde. El 1 de octubre, Beautiful People anunciaría su nueva incorporación, Lacey Von Erich hizo su debut y se unió a Beautiful People. Tras unas semanas, Angelina Love regresaba a la empresa el 14 de enero de 2010, en impact! pero en lugar de volver a Beautiful People, Angelina atacó a todos sus miembros. El 8 de marzo, Velvet y Madison se enfrentaron a Tara y Angelina, a Sarita y Taylor y conseguirían el TNA Tag Team Championship, después de la interferencia de Daffney, que atacó a Tara.
Las tres miembros de Beautiful People defenderían el título mediante el Freebird Rule. En la edición del 5 de abril de impact, Sky fue una de las cuatro ganadoras de las primeras LockBox Elimination Tag Match. La caja abierta contenía un contrato en el que Velvet podría retar a la campeona cuando quisieran, y de la especulación que quisiera. Velvet anunció entonces que se enfrentaría a la nueva Knockout Champion, Angelina, en un Leather and Lace match, que acabó siendo un combate de tres contra uno, pero Angelina logró retener el título gracias a la interferencia de Tara.
En el PPV, Madison y Velvet derrotaron a Tara y Angelina, y Madison consiguió el TNA Knockout Championship. Angelina comenzó entonces a destruir una a una a las miembros de Beautiful People, comenzando con Lacey, siguiendo con Velvet hasta llegar a la campeona, Madison.
El 27 de junio de 2010, Szantyr anunció que había firmado un nuevo contrato a largo plazo con TNA.

#### 2010

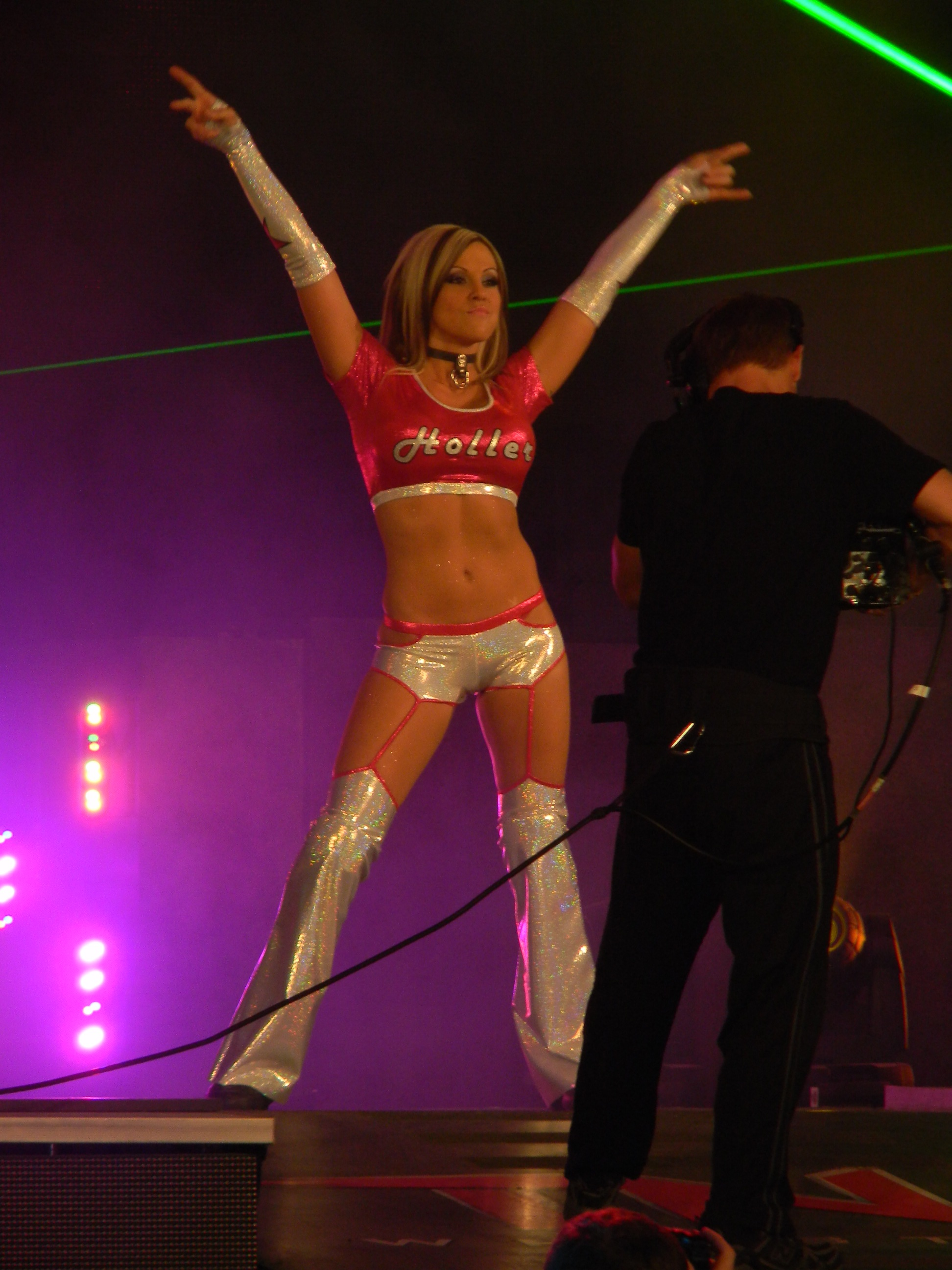
Velvet posando en enero de 2011.

En el verano de 2010, Sky comenzó a dar señales de un cambio a face, cuando Rayne comenzó a decirles a ella y a Lacey que ya no las necesita, ya que la misteriosa motociclista la estaba ayudando a ella en su feudo con Angelina Love. El 27 de julio, Lacey y ella perdían los TNA Knockout Tag Team Championships a manos de Hamada y Taylor Wilde por culpa de Rayne y la motorista misteriosa. A la siguiente semana, Velvet se volvió face y atacó a la misteriosa motorista durante el combate entre Angelina Love y Madison. Esta interferencia le costó el título a Madison Rayne. El 19 de agosto, Velvet se reunía con Angelina Love, acompañándola a ella en su defensa por el título ante Rayne, quien fue acompañada con la misteriosa motorista. Después del combate, Velvet y Angelina se pelearon contra Madison y la motorista. Al final, la motorista se desenmascaró el 2 de septiembre, desvelándose así su identidad: no era nada más y nada menos que Tara, tras pelear en el combate entre Madison y ella contra Angelina y Velvet, la primera reunión de ambas en todo el año. En No Surrender, Velvet se enfrentó a Madison, en un singles match, llevándose la victoria. Lacey Von Erich se unió a Velvet y Angelina en The Beautiful People, después de ser salvada por estas el 16 de septiembre, cuando la atacaron Tara y Madison Rayne. En octubre, Velvet entró en un feudo con Sarita, quien decía que a Velvet le puede ganar siempre por Pinfall, y de hecho fue así en sus dos combates. El día 28 de octubre y el 4 de noviembre, primero en un sex knockout tag team match y después en un singles match. El 9 de diciembre, Velvet y Angelina se enfrentaron a Sarita y Daffney en la primera ronda del tournament por el TNA Knockout Tag Team Championship, y esta vez, Velvet le hizo la cuenta a Sarita. Dos semanas más tarde, Sarita atacaba en backstage a Velvet, provocando que en la ronda final del tournament, Velvet no podría participar. Angelina se enfrentó a Tara y Rayne, pero en el último momento, apareció Winter, quien había estado hablando con Angelina hace varios meses, y que Angelina solo pensaba que era una alucinación. Estas consiguieron ganar el TNA Knockout Tag Team Championship.

#### 2011
A la siguiente semana, Velvet se enfrentó a Sarita, ganando Sarita, en un Strap Match. A partir de ahí, Velvet estaba enfadada con Angelina, ya que permitió que Winter le robase su título. El 27 de enero, Velvet peleó con Winter, diciéndole que ella no era nadie para romper Beautiful People, y en este combate, el público coreo a Velvet cuando golpeó a Winter "This is Hardcore" y, cuando Winter golpeó a Velvet, el público gritó "Boring".

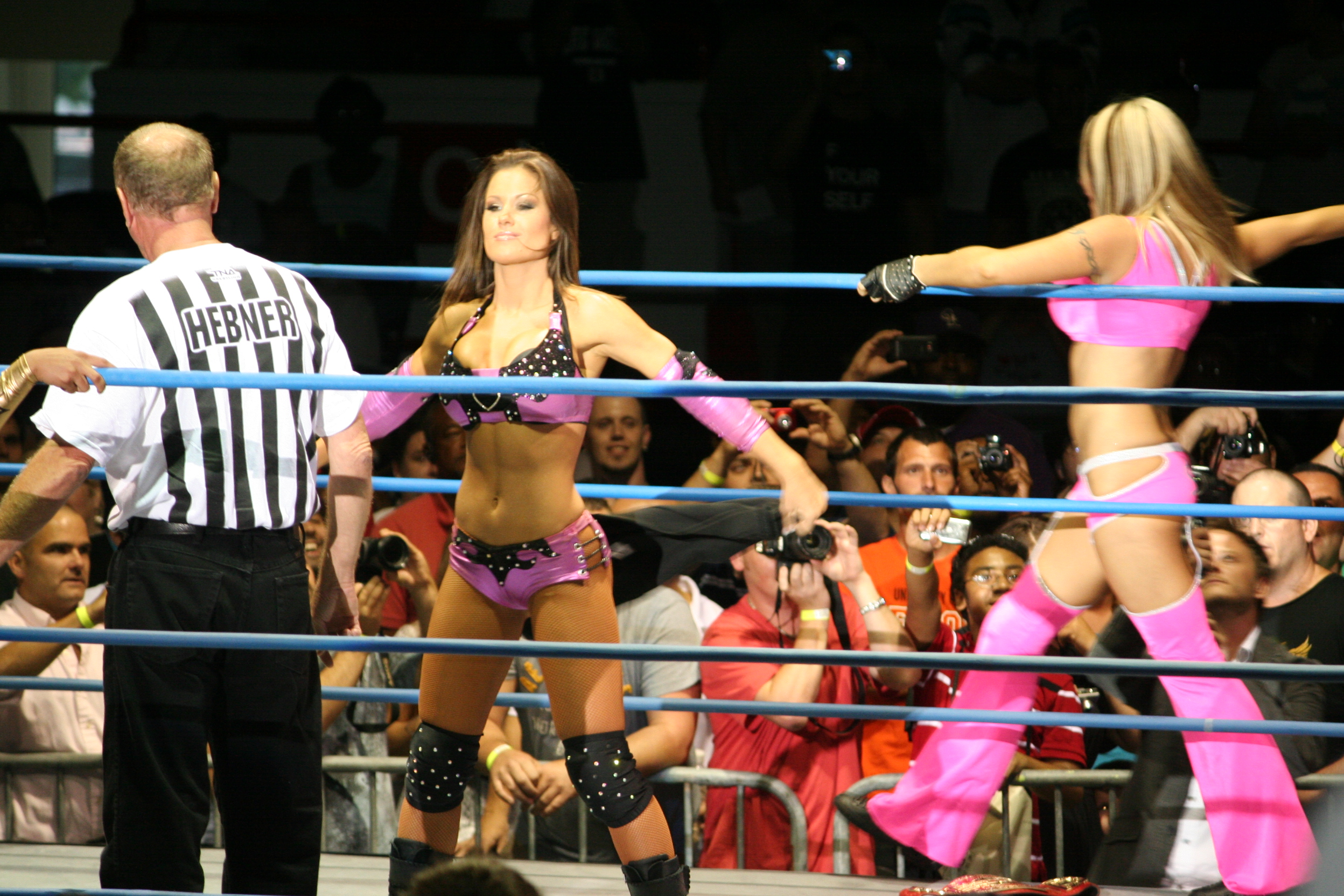
Sky junto a Brooke Tessmacher en julio, durante un House Show en North Carolina

En la edición del 3 de marzo en Impact! Velvet finalmente pudo derrotar Sarita en una pelea para rescatar su carrera en el proceso. El 13 de marzo en Victory Road, Sky inadvertidamente le costó los títulos de TNA Knockout Tag Team Championship de Angelina Love y a Winter frente a Mexican America compuesto por Sarita y Rosita. En la edición del 7 de abril en Impact! Sky hizo pareja con Love, para luchar por el TNA Knockout Tag Team Championship contra Sarita y Rosita, donde Winter teniendo el control sobre Love le ordenó dejar a Velvet, donde fue derrotada por las campeonas esta última. El 28 de abril en Impact! Velvet Sky fue derrotada por Angelina Love por vía de sumisión . El 5 de mayo en Impact! Velvet Sky junto con Kurt Angle derrotaron a Angelina Love, Winter y Jeff Jarrett, en un two–on–three handicap match, cuando Sky cubrió a Winter después de un doble Snap DDT a esta y a Love, anunciando su intención de convertirse en la TNA Women's Knockout Championship en el proceso. Después comenzó un feudo con ODB después de que esta la atacara y siendo derrotada esa misma noche. Después hizo equipo con Brooke Tessmacher contra Saritay Rositapor el TNA Knockout Tag Team Championship, pero no lograron ganar debido a una interferencia de ODB para después ser atacada por Jackie quien hacia su regreso a la empresa. La siguiente semana formó equipo con Brooke Tessmacher contra ODB y Jackie, pero no lograron ganar.El feudo de Sky con ODB y Jaquie terminó el 7 de junio, al derrotarlas en una lucha de Handicap.El 21 de junio se anunció que Sky se enfrentaría a Mickie James por el TNA Women's Knockout Championship, pero la pelea no se llevó a cabo debido a que Sky y James fueron atacadas por Angelina Love, Winter, ODB y Jackie, siendo salvadas por Tracy Brooks, quien hizo su regreso a la TNA. Después, formó equipo con Jackie y ODB derrotando a Angelina Love, Rosita y Sarita.
El 15 de octubre, Karen Jarrett anunció que organizaría un torneo para enfrentarse a Winter en Bound for Glory por el Campeonato Femenino de la TNA. Esa misma noche, derrotó a Angelina Love, obteniendo su puesto en la lucha. En el evento, se enfrentó a Winter, Madison Rayne y Mickie James, ganando el título después de cubrir a Rayne. El 18 de octubre (transmitido el 20 de octubre) en un segmento en ring, fue interrumpida por Karen Jarrett y Madison Rayne y atacada por Gail Kim, quien hacía su regreso a la empresa y a la que se enfrentó con el Campeonato Femenino de la TNA en juego en el evento Turning Point perdiendo la pelea y el título. La semana siguiente participó en una Knockouts Gunglet para obtener una oportunidad por el Campeonato Femenino de la TNA, entrando en el #2, logrando eliminar a Rosita y a Brooke Tessmacher, pero no logró ganar, siendo eliminada por Angelina Love.

#### 2012-2014

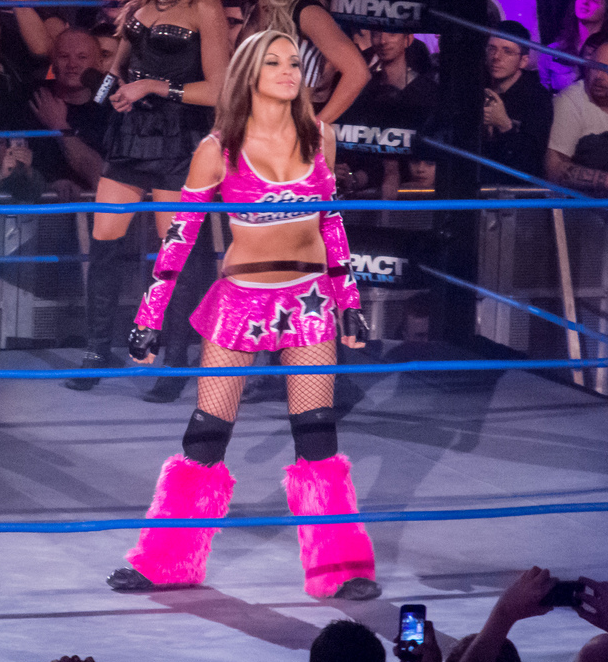
Velvet Sky en 2013.

Hizo su regreso en el PPV Genesis acompañando a Mickie James en su lucha por el TNA Women's Knockout Championship. El 26 de enero se enfrentó a Mickie James y Tara en un Three Way Match para conseguir una oportunidad por el TNA Women's Knockout Championship en contra de Gail Kim , pero no logró ganar, siendo Tara quien ganara el combate. El 9 de febrero se enfrentó a Mickie James, ganando el combate. El 16 de febrero, participó en una Knockouts Gunglet Match, para obtener una oportunidad por el TNA Women's Knockout Championship, donde casi consigue la victoria pero siendo eliminada finalmente por Madison Rayne, quien fue quien ganó el combate. El 4 de abril ganó una oportunidad por el Campeonato Femenino de la TNA de Gail Kim al ganar un Knockouts Championship Challenge. Sin embargo, en Lockdown fue derrotada. Obtuvo otra oportunidad por el campeonato el 17 de mayo en un Triple Treath Match perdiendo nuevamente. El 24 de julio, numerosas páginas web de lucha libre informaron de que había abandonado TNA después de no llegar a un nuevo acuerdo con la promoción. Dos días después, Szantyr confirmó la noticia vía Twitter.
El 6 de diciembre hizo su regreso en Impact Wrestling interrumpiendo a Tara y Mickie James, dejando claro que tenía la mente puesta en recuperar el Campeonato Femenino de la TNA. La semana siguiente derrotó a Madison Rayne. En Génesis ganó un Knockout´s Gauntlet Match, entrando en último lugar y derrotando a Gail Kim, ganando una oportunidad por el Campeonato Femenino. Sin embargo, el pie de Kim estaba bajo las cuerdas durante el pinfall, por lo que la semana siguiente hubo una revancha entre las dos con la oportunidad en juego. Sky derrotó de nuevo a Kim, reteniendo su combate titular.
El 26 de enero de 2013 consiguió derrotar a Gail Kim, Miss Tessmacher y Tara ganando por segunda vez el Campeonato Femenino de la TNA, la semana siguiente logró retener el título contra Tara. El 10 de marzo en Lockdown retuvo el título contra Gail Kim.
El 25 de abril retuvo el título contra Mickie James. El 23 de mayo lo perdió ante Mickie James luego de que esta última se aprovechara de su lesión en la rodilla. Luego de esto reclamó su revancha a Mickie James, aclarándole a través de un certificado médico que estaba en condiciones de luchar, sin embargo fue atacada por Mickie. El 27 de junio obtuvo su revancha contra Mickie James pero fue derrotada. Empezó a tener pocas apariciones hasta que se vio envuelta en un feudo con su novio Chris Sabin, poco tiempo después a principios del año terminó su storyline con Sabin, dejándolo por una derrota.
El 13 de marzo de 2014 tuvo un segmento con su antigua compañera de equipo Angelina Love, con el motivo de volver a formar The Beautiful People dándole un plazo de una semana para que tomara una decisión. En el show del 20 de marzo, Sky aceptó la oferta y volvió a formar The Beautiful People junto con Angelina. En ese mismo show Angelina también invitó a Madison Rayne a formar parte del equipo, pero esta última rechazo la oferta.
Velvet cambio a heel cuando atacó a Rayne la semana siguiente, durante la lucha de ésta en contra de Angelina.
Desde entonces The Beautiful People ha tenido varias luchas, tanto individuales como en equipo, en contra de Madison Rayne, Gail Kim y Brittany. El 27 de abril de 2014 en Sacrifice Sky ayudó a Angelina Love a ganar su sexto campeonato al rociar aerosol en los ojos de Rayne. El 24 de enero del 2015 Velvet Sky fue despedida en el "Feast or Fired" tras escoger el maletín #2 (Kayfabe) en realidad no renovó su contrato de hecho su salida ya estaba prevista pero esperaron para ver si llegaban a algún acuerdo.

#### 2015-2016
Velvet hizo su regreso el 8 de mayo de 2015 en un segmento atacando a como Face atacando a Angelina Love y empezando un feudo con ella. El 29 de mayo Sky volvió a atacar a Love. El 24 de junio se hizo prevista una lucha de Sky para enfrentarse a Angelina Love, si Sky ganaría volvería al roster de TNA, pero si Angelina ganaba Sky se tendría que ir para siempre de TNA en la cual Love salió derrotada siendo así que Velvet regreso al roster de las Knockouts. El 8 de julio derrotó a Madison Rayne.El 26 de agosto se iba a enfrentar a Brooke por el Campeonato Femenino de la TNA en el cual quedó sin resultado ya que The Dollhouse (Jade y Marti Belle) atacaran a Brooke en donde Rebel llegó para ayudar a Sky para atacarlas, sin embargo, Rebel también atacó a Sky y se unió finalmente a las Dollhouse.El 2 de septiembre Velvet enfrentó a “The Dollhouse", pero tras ser duramente atacada, Angelina Love y Madison Rayne salieron en su defensa, anunciando así, el regreso de The Beatiful People.
Sin embargo, Angelina confirma su embarazo, dejando a Sky y Madison en el stable, siendo derrotadas varias veces por The Dollhouse.
En el primer TNA Impact! del 2016 y trasmitiendose en su nuevo canal Pop tv, The Beautiful People, sin Angelina Love (debido a su embarazo) y con Gail Kim derrotaron a las Dollhouse. Al terminar esta lucha fueron atacadas por estas, ayudadas por Awesome Kong, la cual se convertiría en nueva líder de Dollhouse. Tras varias derrotas a manos de Dollhouse, Gail Kim comenzó a salir en auxilo de las Beautiful People, pero trayendo consigo su feudo con María Kanellis. Tras un incidente con Reby Sky, Kong es apartada de TNA, quedando Rebel como líder de Dollhouse, retando a Kim y a Beautiful People a una Lethal Lockdown Match en Lockdown. En el evento, Madison Rayne es atacada e impedida de participar en la lucha, María se ofreció a reemplazarla y ella, Sky y Kim se enfrentaron a las Dollhouse. Sin embargo, María abandono a sus compañeras, haciendo que queden derrotadas, tras un Package Piledriver de Jade a Kim.
El 21 de mayo confirmó que abandonaba la empresa después de llevar en ella casi 9 años

#### 2017
Durante una entrevista, Velvet anunció su retirada del wrestling para volver a la universidad.

### Ring of Honor (2019-2020)
El 6 de abril de 2019 en el evento de G1 Supercard, Sky ha salido oficialmente de su retiro y se reunió con Angelina Love como heels y se forjó un nuevo stable aliándose con Mandy Leon como "The Allure" al atacar a Kelly Klein, Jenny Rose y Stella Gray.
En octubre de 2020, su perfil fue eliminado del sitio web de ROH.

### National Wrestling Alliance (2021-presente)
El 23 de marzo de 2021, Sky hizo su debut en NWA como la nueva comentarista de color del programa, trabajando junto a Joe Galli y Tim Storm.

## Vida personal
Szantyr fue en el Instituto animadora, jugadora de fútbol, además de ser una sobresaliente atleta en pista y campo. Szantyr mantuvo una relación con los luchadores Gregory Helms y Chris Sabin es gran amiga de Matt y Jeff Hardy. Szantyr mantenía una relación con el luchador de WWE Bubba Ray Dudley, hasta su separación dada el 23 de noviembre de 2021.,
en 2010 junto a Love tuvo una riña con las luchadoras de WWE Layla y Michelle McCool tras ofenderles en televisión debido a que WWE intentó copiar a The Beatiful People.

## Otras apariciones
Apareció en MTV junto a AJ Styles, Taylor Wilde y Angelina Love. El 24 de enero apareció como comentarista de un programa de fútbol en reino unido junto a Angelina Love. En noviembre de 2010, fue concursante del programa Family Feud, haciendo equipo con Angelina Love, Christy Hemme, Lacey Von Erich y Tara contra Jay Lethal, Matt Morgan, Mick Foley, Mr. Anderson y Rob Van Dam.

## En lucha

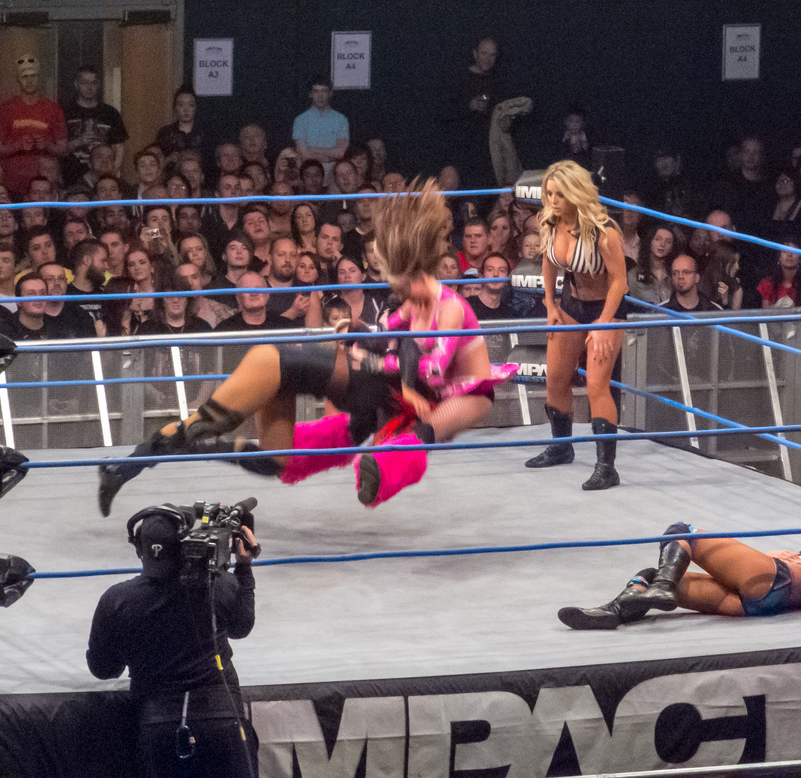
Velvet aplicando el "In Your Face" a Tara.

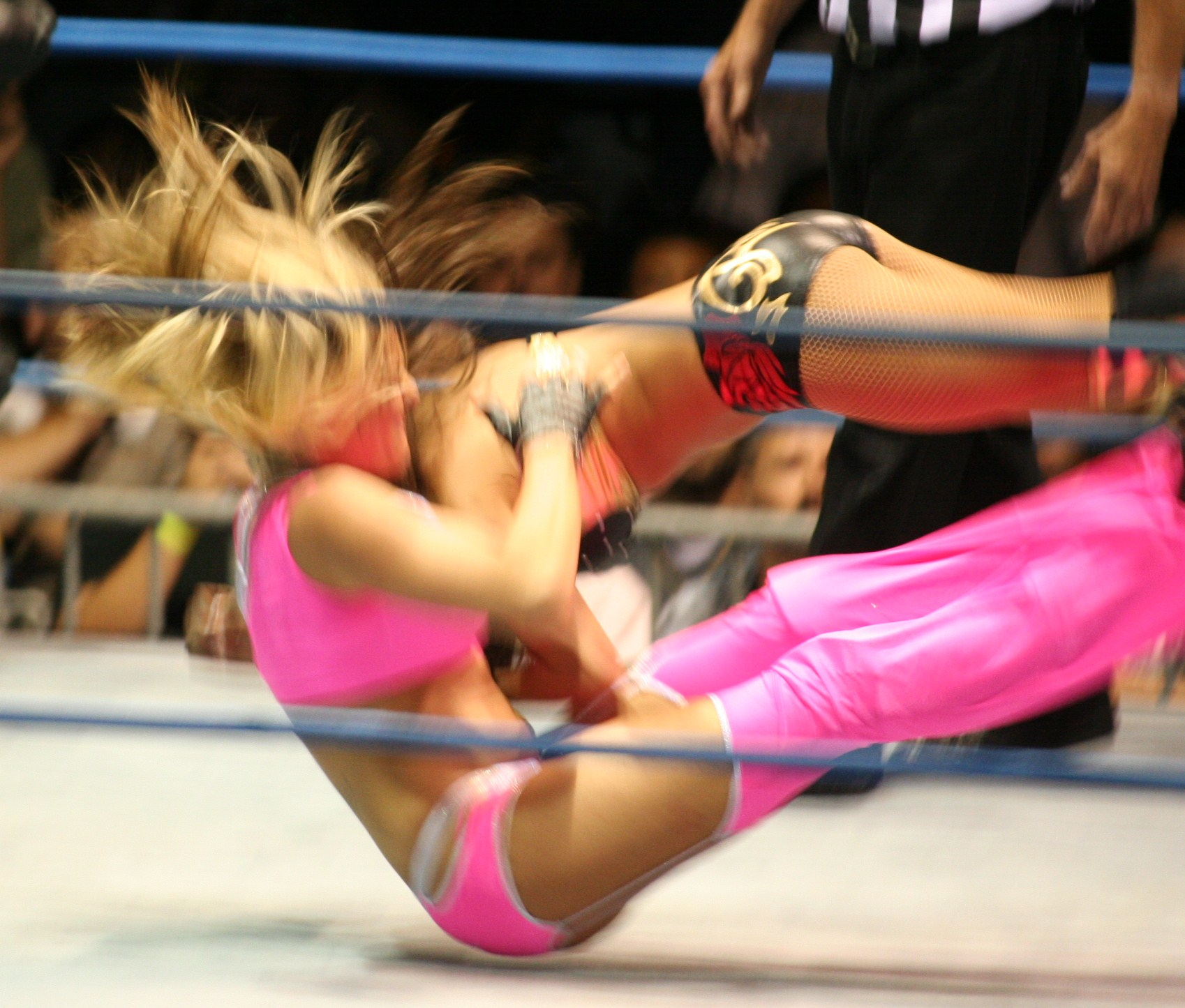
Sky aplicando el "Beauty T" sobre Sarita.

- Movimientos Finales

  - Blonde Ambition[2] / Diva Drop[17] (Diving neckbreaker)[1]
  - Re-Talia-tion[1] (Straight jacket sitout rear mat slam)[17]
  - Beauty Mark (Double knee backbreaker)[18] – 2009
  - Skyliner (Straight jacket) - 2009-2011
  - Beauty T (Spike DDT o Snap DDT)
  - In Your Face! (Sitout double underhook facebuster)[19] – 2011–2014
  - Stunner[20][21] – 2014–presente
- Movimientos de firma

  - One-handed bulldog[22]
  - Northern Lights suplex[1]
  - Octopus stretch, mordiendo el brazo de la rival[23]
  - Reverse bulldog[1]
  - Snapmare[24]
  - Triangle choke[25]
  - Side headlock y headscissors takedown en dos oponentes
  - Sitout side slam
  - Monkey flip
  - Tilt-a-whirl headscissors, seguido de un Russian legsweep

- Luchadores dirigidos
  - The Brain Surgeons[1]
  - Danny Demanto
  - Simon Diamond[1]
  - Romeo Roselli[1]
  - Matt Striker[1]
  - John Walters[1]
  - Alere Little Feather[1]
  - Dylan Kage
  - Jason Knight
  - Angelina Love[1]
  - Cute Kip[1]
  - Madison Rayne[1]
  - Lacey Von Erich
  - Mandy Leon

## Campeonatos y logros
- Defiant Pro Wrestling
  - DPW Women's Championship (1 time)[26]

- Georgia Wrestling Alliance
  - GWA Ladies Championship (1 vez)[27]

- TNT Pro Wrestling
  - TNT Women's Championship (1 time)[28]

- Total Nonstop Action Wrestling

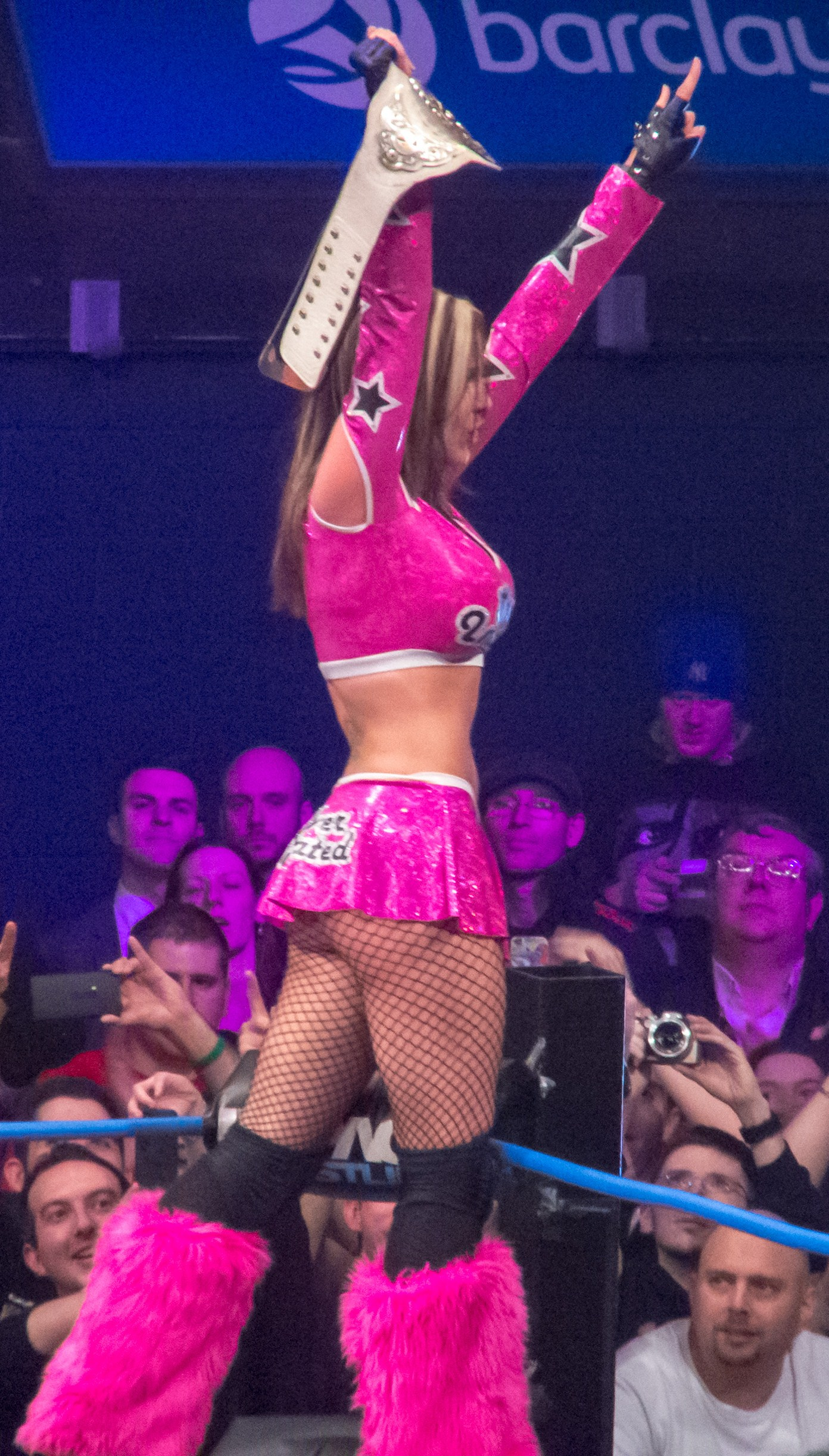
Sky, tras ganar su segundo Campeonato Femenino de la TNA en 2013.

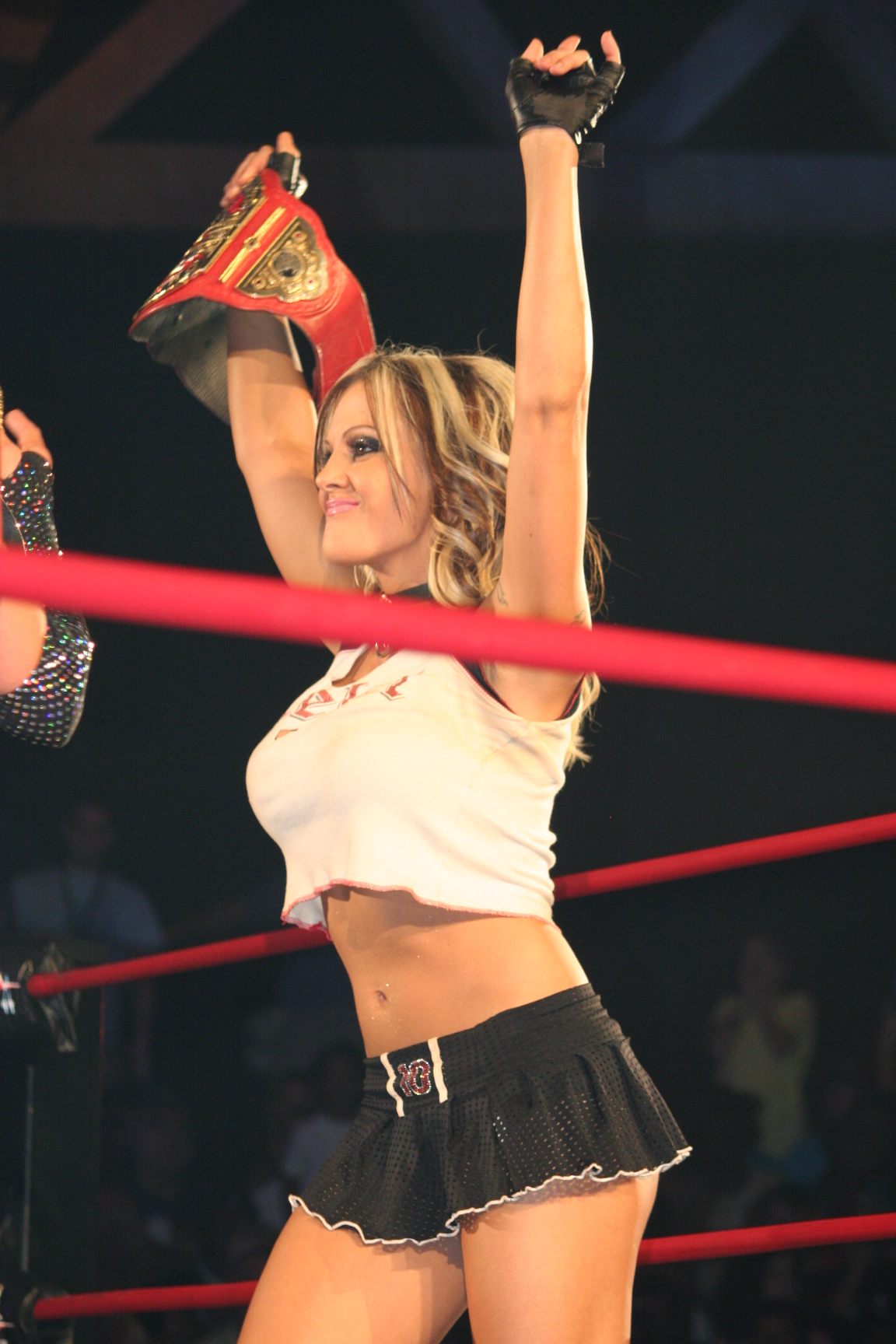
Sky con el Campeonato Femenino en Parejas de la TNA.

  - TNA Women's Knockout Championship (2 veces)[5]
  - TNA Knockout Tag Team Championship (1 vez)– con Lacey Von Erich & Madison Rayne[29]

- Universal Wrestling Association
  - UWA Women's Tag Team Championship (1 vez) – con Ariel[30]

- Women's Extreme Wrestling
  - WEW World Heavyweight Championship (1 vez)[31]
  - WEW World Tag Team Championship (2 veces) – con April Hunter (1) y Tiffany Madison (1)

- World Xtreme Wrestling
  - WXW Women's Championship (1 vez)

- Pro Wrestling Illustrated
  - Situada en el Nº23 en el PWI Female 50 en 2008.[32]
  - Situada en el N°23 en el PWI Female 50 de 2009.[33]
  - Situada en el Nº21 en el PWI Female 50 en 2010.[34]
  - Situada en el Nº17 en el PWI Female 50 en 2011.[35]
  - Situada en el Nº14 en el PWI Female 50 en 2012.[34]
  - Situada en el Nº11 en el PWI Female 50 en 2013.
  - Situada en el Nº40 en el PWI Female 50 en 2014.
  - Situada en el Nº34 en el PWI Female 50 en 2015.